# Liste de pseudonymes
Cette liste de pseudonymes est classée (dans chaque section) par ordre alphabétique.
Pour la définition du terme, voir Pseudonyme.

## Arts

### Architecture
- Le Corbusier, pseudonyme de Charles-Édouard Jeanneret-Gris

### Arts plastiques
- Brancusi, pseudonyme de Constantin Brâncuși, sculpteur, photographe et peintre roumain
- Jean Carzou, pseudonyme de Garnik Zouloumian, peintre, graveur, décorateur français
- César, pseudonyme de César Baldaccini, sculpteur français
- Marc Chagall, pseudonyme de Moische Zakharovich Shagalov, peintre, graveur français d'origine biélorusse
- Juan Gris, pseudonyme de Jose Victoriano Gonzales, ou José Victoriano Carlos González Pérez en espagnol
- Jean-Robert Ipoustéguy, pseudonyme de Jean Robert (1920-2006), sculpteur français
- Picasso, pseudonyme de Pablo Ruiz Picasso, du nom de sa mère Maria Picasso y Lopez[1], María Picasso y López en espagnol.
- James Pradier, pseudonyme de Jean-Jacques Pradier, peintre français
- Michel Sima, pseudonyme de Michal Smajewski, sculpteur, photographe, céramiste, graveur polonais. Michał Smajewski en polonais.

### Dessin, bande dessinée
- Arleston, pseudonyme de Christophe Pelinq
- Bédu, pseudonyme de Bernard Dumont
- Cabu, pseudonyme de Jean Cabut
- Carali, pseudonyme de Paul Karali
- Charb, pseudonyme de Stéphane Charbonnier
- Chard, pseudonyme de Françoise Pichard
- Christophe, pseudonyme de Georges Colomb
- Cosey, pseudonyme de Bernard Cosendai
- Derib, pseudonyme de Claude de Ribaupierre
- Édika, pseudonyme d'Édouard Karali
- Paul Gavarni, pseudonyme de Sulpice-Guillaume Chevalier (1804-1866), dessinateur français
- André Gill, pseudonyme d'André Gosset de Guines (1838-1885), dessinateur, caricaturiste français
- Gos, pseudonyme de Roland Goossens
- Greg, pseudonyme de Michel Régnier
- Gus, pseudonyme de Gustave Erlich, dessinateur humoristique d'origine polonaise (1911-1997)
- Hergé, pseudonyme de Georges Remi (auteur de bande dessinée belge). Ce pseudonyme est tiré de la prononciation des lettres R et G, ses initiales inversées.
- Hervé, pseudonyme de Hervé des Vallières, dessinateur de presse humoristique et auteur de dessins publicitaires (1921-2005).
- Horn, pseudonyme utilisé par Fernand Van Horen, caricaturiste du journal Le Soir
- Jidéhem, pseudonyme de Jean De Maesmaker
- Jijé, pseudonyme de Joseph Gillain
- Jonko, autre pseudonyme de Horn (Fernand Van Horen)
- Laudec, pseudonyme de Tony de Luca
- Lambil, pseudonyme de Willy Lambillotte
- Malik, pseudonyme de William Tai
- Maliki, pseudonyme de l'auteur du webcomic éponyme, dont le nom réel est inconnu
- Mitacq, pseudonyme de Michel Tacq
- Nob, pseudonyme de Bruno Chevrier
- Peyo, pseudonyme de Pierre Culliford
- Reiser, pseudonyme de Jean-Marc Roeiser
- Sennep, pseudonyme de Jean-Jacques Charles Pennès
- Marc Sleen, pseudonyme de Marcel Neels
- TaDuc, pseudonyme d'Olivier Ta
- Tébo, pseudonyme de Frédéric Thébault
- Téhem, pseudonyme de Thierry Maunier
- Tibet, pseudonyme de Gilbert Gascard
- Tronchet, pseudonyme de Didier Vasseur
- Turk, pseudonyme de Philippe Liégeois
- Voutch, pseudonyme d'Olivier Vouktchevitch
- Walt, pseudonyme de Walter Goossens
- Wiaz, pseudonyme de Pierre Wiazemski
- Yslaire, pseudonyme de Bernard Hislaire
- Zep, pseudonyme de Philippe Chappuis
- Zidrou, pseudonyme de Benoît Drousie

### Photographie
- Brassaï, pseudonyme de Gyula Halász, photographe
- Claude Cahun, pseudonyme de Lucy Schwob
- Robert Capa, pseudonyme d'Endre Ernő Friedmann
- Nadar, pseudonyme de Félix Tournachon
- Man Ray, pseudonyme d'Emmanuel Radnitszky, photographe et peintre américain

### Tag et graff
- A-One, pseudonyme d'Anthony Clark
- Bando, pseudonyme de Philippe Lehman
- Paëlla Chimicos, pseudonyme et anagramme de Michel Palacios
- Fab Five Freddy, pseudonyme de Fred Brathwaite
- Futura 2000, pseudonyme de Lenny McGurr
- Lady Pink, pseudonyme de Sandra Fabara
- Megaton, pseudonyme d'Olivier Fontana

## Cinéma et théâtre

### Acteurs

#### Allemands
- Klaus Kinski, pseudonyme de Nikolaus Karl Günther Nakszyński

#### Américains
- Fred Astaire, pseudonyme de Frederick Austerlitz
- Lauren Bacall, pseudonyme de Betty Joan Perske
- Dave Batista, pseudonyme de David Michael Batista
- Tom Berenger, pseudonyme de Thomas Michael Moore
- Charles Bronson, pseudonyme de Charles Dennis Buchinski
- Mel Brooks, pseudonyme de Melvin Kaminsky
- Nicolas Cage, pseudonyme de Nicholas Kim Coppola
- John Cena, pseudonyme de John Felix Anthony Cena Junior
- Gary Cooper, pseudonyme de Frank James Cooper
- Peter Coyote, pseudonyme de Peter Cohon
- Tony Curtis, pseudonyme de Bernard Schwartz
- Bette Davis, pseudonyme de Ruth Elizabeth Davis
- Bo Derek, pseudonyme de Mary Cathleen Collins
- Vin Diesel, pseudonyme de Mark Vincent
- Doug E. Doug, pseudonyme de Douglas Bourne
- Kirk Douglas, pseudonyme d'Issur Danielovitch Demsky
- Carmen Electra, pseudonyme de Tara Leigh Patrick
- Douglas Fairbanks, pseudonyme de Julius Ullman
- W. C. Fields, pseudonyme de William-Claude Dukenfield
- Jodie Foster, pseudonyme d'Alicia Christian Foster
- Jamie Foxx, pseudonyme d'Eric Marlon Bishop
- Judy Garland, pseudonyme de Frances Ethel Gumm
- James Garner, pseudonyme de James Bumgarner
- Whoopi Goldberg, pseudonyme de Caryn Elaine Johnson
- Cary Grant, pseudonyme d'Archibald Alexander Leach
- Peter Graves, pseudonyme de Peter Aurness
- Tippi Hedren, pseudonyme de Nathalie Hedren
- Charlton Heston, pseudonyme de John Charlton Carter
- Bob Hope, pseudonyme de Leslie Townes Hope
- Buster Keaton, pseudonyme de Joseph Francis Keaton
- Michael Keaton, pseudonyme de Michael John Douglas
- Michael Landon, pseudonyme d'Eugene Maurice Orowitz
- Stan Laurel, pseudonyme d'Arthur Stanley Jefferson
- Bruce Lee, pseudonyme de Jun Fan Lee
- Bela Lugosi, Pseudonyme de Bela Ferenc Blasko
- Mister T, pseudonyme de Laurence Tureaud
- Marilyn Monroe, pseudonyme de Norma Jeane Mortensen, devenue Norma Jean Mortensen puis Norma Jean Baker
- Chuck Norris, pseudonyme de Carlos Ray Norris
- James Stewart, pseudonyme de James Maitland
- Tommy Wiseau, pseudonyme de Tomasz Wieczorkiewicz

#### Britanniques
- Dirk Bogarde, pseudonyme de Derek van den Bogaerde
- Richard Burton, pseudonyme de Richard Walter Jenkins Jr
- Michael Caine, pseudonyme de Maurice Micklewhite
- Sean Connery, pseudonyme de Thomas Connery
- Terry-Thomas, pseudonyme de Thomas Terry Hoar Stevens

#### Canadiens
- Annie Brocoli, pseudonyme d'Annie Grenier (chanteuse)
- André-Philippe Gagnon, pseudonyme d'André Gagnon (humoriste)
- Garou, pseudonyme de Pierre Garand (chanteur)
- Michel Louvain, pseudonyme de Michel Poulin (chanteur)
- Dominique Michel, pseudonyme d'Aimée Sylvestre (humoriste)
- Shay Mitchell, pseudonyme de Shannon Mitchell (actrice)
- PodZ, pseudonyme de Daniel Grou (réalisateur, scénariste)
- La Poune, pseudonyme de Rose Ouellette

#### Chinois
- Jackie Chan, pseudonyme de Chan Kong-sang
- Leslie Cheung, pseudonyme de Cheung Kwok-Wing
- Maggie Cheung, pseudonyme de Maggie Cheung Man-yuk

#### Danois
- Brigitte Nielsen, pseudonyme de Gitte Nielsen

#### Dominicains
- María Montez, pseudonyme de Maria Africa Garcia Vidal

#### Espagnols
- Victoria Abril, pseudonyme de Victoria Merida Rojas
- Rossy de Palma, pseudonyme de Rosa Elena García Palma de Mallorca

#### Français
- Anouk Aimée, pseudonyme de Françoise Dreyfus, actrice française
- Anicée Alvina, pseudonyme d'Anicée Schahmaneche ou Shahmanesh
- Amédée, pseudonyme de Philippe de Chérisey, acteur français
- Anémone, pseudonyme d'Anne Bourguignon, actrice française
- Arletty, pseudonyme de Léonie Bathiat
- Michel Auclair, pseudonyme de Wladimir Vujovic
- Jean-Pierre Aumont, pseudonyme de Jean-Pierre Salomons
- Josiane Balasko, pseudonyme de Josiane Balaskovic, actrice, scénariste, réalisatrice, écrivain et auteur de théâtre française
- Jacques Balutin, pseudonyme de William Buenos
- Harry Baur, pseudonyme de Henri Baur
- Gilbert Bécaud, pseudonyme de François Gilbert Léopold Silly
- Sarah Bernhardt, pseudonyme de Henriette Rosine Bernard
- Simone Berriau, pseudonyme de Simone Bossis
- Richard Berry, pseudonyme de Richard Benguigui
- Dany Boon, pseudonyme de Daniel Faid Hamidou
- Patrick Bouchitey, pseudonyme de Patrick Bouchitte
- Bourvil, pseudonyme d'André Robert Raimbourg
- Alexandre Brasseur, pseudonyme d'Alexandre Espinasse
- Claude Brasseur, pseudonyme de Claude Espinasse
- Pierre Brasseur, pseudonyme de Pierre-Albert Espinasse
- Colette Brosset, pseudonyme de Colette Marie Claudette Brosse
- Roger Carel, pseudonyme de Roger Blancharel
- Martine Carol, pseudonyme de Marie-Louise Mourer
- Anne-Marie Carrière, pseudonyme d'Anne-Marie Blanquart
- Tabatha Cash, pseudonyme de Céline Barbe
- Cécile Cassel, pseudonyme de Cécile Crochon
- Jean-Pierre Cassel, pseudonyme de Jean-Pierre Crochon
- Vincent Cassel, pseudonyme de Vincent Crochon
- Clémentine Célarié, pseudonyme de Myriem Célarié
- Jean Chevrier, pseudonyme de Jean Dufayard
- Mademoiselle Clairon, pseudonyme de Claire-Josèphe-Hippolite Leris (1723-1803)
- Coluche, pseudonyme de Michel Colucci, humoriste français
- Michel Constantin, pseudonyme de Constantin Hokloff
- Darry Cowl, pseudonyme d'André Darricau
- Robert Dalban, pseudonyme de Gaston Barré
- Béatrice Dalle, pseudonyme de Béatrice Cabarrou
- Mireille Darc, pseudonyme de Mireille Aigroz
- Sophie Daumier, pseudonyme d'Élisabeth Hugon
- Claude Dauphin, pseudonyme de Claude Legrand
- Orane Demazis, pseudonyme de Henriette Marie-Louise Burgart
- Mylène Demongeot, pseudonyme de Marie-Hélène Demongeot
- Catherine Deneuve, pseudonyme de Catherine Dorléac
- Lorànt Deutsch, pseudonyme de Lászlo Matekovics
- Patrick Dewaere, pseudonyme de Patrick Bourdeau
- Robert Dhéry, pseudonyme de Robert Fourrey
- Mouss Diouf, pseudonyme de Pierre Moustapha Diouf
- Arielle Dombasle, pseudonyme d'Arielle Laure Maxime Sonnery
- Pierre Doris, pseudonyme de Pierre Tugot
- Huguette Duflos, pseudonyme de Hermance Joséphine Meurs
- Anny Duperey, pseudonyme d'Annie Legras
- Pierre Dux, pseudonyme de Pierre Martin
- Fernandel, pseudonyme de Fernand Joseph Désiré Contandin
- Lolo Ferrari, pseudonyme d'Ève Valois
- Florelle, pseudonyme d'Odette Rousseau, actrice et artiste lyrique française
- Pierre Fresnay, pseudonyme de Pierre Jules Louis Laudenbach
- Jean Gabin, pseudonyme de Jean Alexis Moncorgé
- Charlotte Gainsbourg, pseudonyme de Charlotte Ginsburg
- José Garcia, pseudonyme de José Doval
- Véronique Genest, pseudonyme de Véronique Combouilhaud, actrice française
- Mlle George, pseudonyme de Marguerite Weymer (1786-1867), tragédienne française
- Roger Hanin, pseudonyme de Roger Lévy
- Jane Henriot, pseudonyme de Jeanne Grossin (1878-1900)
- Ticky Holgado, pseudonyme de Joseph Holgado
- Anna Judic, pseudonyme d'Anne Marie-Louise Damiens
- Jean-Yves Lafesse, pseudonyme de Jean-Yves Lambert
- Brigitte Lahaie, pseudonyme de Brigade Van Meerhaegue
- Victor Lanoux, pseudonyme de Victor Robert Nataf
- Virginie Ledoyen, pseudonyme de Virginie Fernandez, actrice française
- Frédérick Lemaître, pseudonyme d'Antoine Lemaître
- Sophie Marceau, pseudonyme de Sophie Maupu, actrice française
- Mimie Mathy, pseudonyme de Michèle Mathy
- Jean Mercure, pseudonyme de Pierre Libermann
- Miou-Miou, pseudonyme de Sylvette Herry
- Silvia Monfort, pseudonyme de Silvia Favre-Bertin
- Yves Montand, pseudonyme d'Ivo Livi
- Mounet-Sully, pseudonyme de Jean Sully-Mounet (1841-1916), tragédien français
- Tom Novembre, pseudonyme de Jean Thomas Couture
- Jean-Claude Pascal, pseudonyme de Jean-Claude Villeminot
- François Périer, pseudonyme de François Pillu
- Polaire, pseudonyme d'Émilie Bouchaud
- Popeck, pseudonyme de Judka Herpstu
- Elvire Popesco, pseudonyme d'Elvira Popescu, actrice française d'origine roumaine
- Rachel, pseudonyme d'Elisabeth Rachel Félix
- Réjane, pseudonyme de Gabrielle Réju
- Jean Reno, pseudonyme de don Juan Moreno y Herrera Jimenez ou don Juan Moreno y Jederique Jimenez, acteur français
- Rufus, pseudonyme de Jacques Narcy
- Saint-Granier, pseudonyme de Jean de Granier de Cassagnac, acteur, compositeur, interprète
- Simone Signoret, pseudonyme de Simone Kaminker
- Sim, pseudonyme de Simon Berryer
- Smaïn, pseudonyme de Smaïn Fairouze
- Titoff, pseudonyme de Christophe Junca
- Jacques Villeret, pseudonyme de Jacky Boufroura
- Zabou Breitman, pseudonyme d'Isabelle Breitman

#### Grecs
- Melina Mercouri, pseudonyme de Maria Amelia Mercouri

#### Italiens
- Claudia Cardinale, pseudonyme de Claude Joséphine Rose Cardinale
- Terence Hill, pseudonyme de Mario Girotti
- Bud Spencer, pseudonyme de Carlo Pedersoli

#### Philippins
- Weng Weng, pseudonyme d'Ernesto De La Cruz

#### Suédois
- Greta Garbo, pseudonyme de Greta Lovisa Gustafsson
- Dolph Ludgren, pseudonyme de Hans Lundgren

#### Suisses
- Audrey Moore, pseudonyme d'Audrey Petoud, actrice et mannequin
- Zouc, pseudonyme d'Isabelle Von Allmen, auteur, comédienne

#### Turcs
- Cüneyt Arkın, pseudonyme de Fahrettin Cureklibatur

#### Thaïlandais
- Tony Jaa, pseudonyme de Panom Yeerum

### Cinéastes, producteurs

#### Allemands
- Max Ophuls, pseudonyme de Maximillian Oppenheimer

#### Américains
- Woody Allen, pseudonyme d'Allan Stewart Konigsberg
- John Ford, pseudonyme de John Martin Feeney
- Samuel Goldwyn, pseudonyme de Schmuel Gelbfisz, producteur
- Spike Jonze, pseudonyme d'Adam Spiegel
- Elia Kazan, pseudonyme d'Elia Kazanjoglous
- Spike Lee, pseudonyme de Shelton Jackson Lee
- William Wyler, pseudonyme de Willi Weiller

#### Chinois
- Godfrey Ho, pseudonyme de Ho Chi Kueng

#### Français
- Alexandre Arcady, pseudonyme d'Alexandre Brachlianoff
- Claude Berri, pseudonyme de Claude Langmann
- Christian-Jaque, pseudonyme de Christian Maudet
- René Clair, pseudonyme de René Chomette
- Émile Cohl, pseudonyme d'Émile Courtet
- Costa-Gavras, pseudonyme de Konstantinos Gavras
- Jacques Deray, pseudonyme de Jacques Desrayaud
- Sacha Guitry, pseudonyme d'Alexandre Georges-Pierre Guitry
- Robert Hossein, pseudonyme de Robert Hosseinhoff
- Max Linder, pseudonyme de Gabriel Leuvielle
- Gérard Oury, pseudonyme de Max-Gérard Ouri Tannenbaum
- Pitof, pseudonyme de Jean-Christophe Comar
- Jean Rollin, pseudonyme de Jean-Michel Rollin Le Gentil
- John B. Root, pseudonyme de Jean Guilloré

#### Tchèques
- Miloš Forman, pseudonyme de Jan Tomáš Forman

### Vidéastes
- Andy Raconte, pseudonyme de Nadège Dabrowski
- Cyprien, pseudonyme de Cyprien Iov
- Doc Seven, pseudonyme de William Van de Walle
- Dr Nozman, pseudonyme de Germain O'Livry
- EnjoyPhoenix, pseudonyme de Marie Lopez
- GuiHome, pseudonyme de Guillaume Wattecamps
- Hugo tout seul, pseudonyme de Hugo Dessioux
- IbraTV, pseudonyme d'Ibrahim Tsetchoev
- Inoxtag, pseudonyme de Inès Benazzouz
- Juju Fitcats, pseudonyme de Justine Becattini
- Kemar, pseudonyme de Marc Jarousseau
- Manon Bril, pseudonyme de Manon Champier
- Markiplier, Pseudonyme de Mark Edward Fischbach
- Max Bird, pseudonyme de Maxime Déchelle
- McFly et Carlito, pseudonymes de David Coscas et Raphaël Carlier
- Michou, pseudonyme de Miguel Mattioli
- Micode, pseudonyme de Michaël de Marliave
- Mister V, pseudonyme d'Yvick Letexier
- Monté, pseudonyme de Romain Filstroff, présentateur de la chaîne Linguisticae
- Natoo, pseudonyme de Nathalie Odzierejko
- Norman, pseudonyme de Norman Thavaud
- PewDiePie, pseudonyme de Felix Kjellberg
- PV Nova, pseudonyme de Paul-Victor Vettes
- Squeezie, pseudonyme de Lucas Hauchard
- Tibo InShape, pseudonyme de Thibaud Delapart

## Littérature

### Écrivains

#### Allemands
- B. Traven, pseudonyme de Ret Marut. Autres pseudo : Arnolds, Barker, Hal Croves, Traven Torsvan, Traven Torvan Torvan, Traven Torvan Croves, Artum, Fred Maruth, Rex Marut, Richard Maurhut, Albert Otto Wienecke, Otto Feige, Adolf Rudolph Feige, Martinez, Fred Gaudet, Lainger, Götz Ohly, Anton Rädercheidt, Robert Bek-Gran, Hugo Kronthal, Wilhelm Schneider, Heinz Otto Becker… (liste non exhaustive)

#### Américains
- Mark Twain, pseudonyme de Samuel Langhorne Clemens
- Edith Wharton, pseudonyme d'Edith Newbold Jones, romancière américaine
- Tennessee Williams, pseudonyme de Thomas Lanier

#### Britanniques
- Ellis, Currer and Acton Bell, pseudonymes respectifs d'Emily, Charlotte et Anne Brontë
- Boz, pseudonyme de Charles Dickens
- Lewis Carroll, pseudonyme de Charles Lutwidge Dogson
- George Eliot, pseudonyme de Mary Ann Evans
- George Orwell, pseudonyme d'Eric Arthur Blair

#### Chilien
- Pablo Neruda, pseudonyme de Neftalí Ricardo Reyes Basoalto

#### Français
- Raymond Abellio, pseudonyme de Georges Soulès
- Acermendax ou Mendax, pseudonymes de Thomas C. Durand
- Marcel Achard, pseudonyme d'Augustin Ferréol
- A.D.G. et Alain Camille, pseudonymes d'Alain Fournier
- Gustave Aimard, pseudonyme d'Olivier Gloux
- Guillaume Apollinaire, pseudonyme de Wilhelm Albert Vladimir Popowski de La Selvade Apollinaris de Wąż-Kostrowitcky
- Pit Agarmen pseudonyme de Martin Page
- Ayerdhal, pseudonyme de Marc Soulier, écrivain de science-fiction et de thrillers
- Tristan Bernard, pseudonyme de Paul Bernard
- Emmanuel Bove, pseudonyme d'Emmanuel Bobovnikoff
- Francis Carco, pseudonyme de Francis Carcopino-Tusoli
- Caumery, pseudonyme de Maurice Languereau
- Patrick Cauvin, pseudonyme de Claude Klotz
- Louis-Ferdinand Céline, pseudonyme de Louis Ferdinand Destouches
- Blaise Cendrars, pseudonyme de Frédéric-Louis Sauser
- Robert Charroux, pseudonyme de Robert Grugeau
- Colette, pseudonyme de Sidonie Gabrielle Colette
- Georges Courteline, pseudonyme de Georges Moineaux
- Patrice Damaisin, pseudonyme de Patrice Dard (fils de Frédéric Dard)
- Daniel-Lesueur, pseudonyme de Jeanne Loiseau
- Daniel-Rops, pseudonyme de Henry Petiot
- Jacques Decour, pseudonyme de Daniel Decourdemanche
- Delly, pseudonyme de Frédéric et Marie-Jeanne Petitjean de la Rosière
- Savitri Devi, pseudonyme de Maximiani Portas, écrivain franco-grecque
- Jean Dideral, pseudonyme d'Édouard Lévy, écrivain franco-égyptien
- Marguerite Duras, pseudonyme de Marguerite Donnadieu
- Guillaume Dustan, pseudonyme de William Barranès
- Henri Duvernois, pseudonyme d'Henri-Simon Schwabacher
- Paul Éluard, pseudonyme d'Eugène Émile Paul Grindel
- Gabriel Fictor, pseudonyme d'Auguste Jal
- Robert de Flers, pseudonyme de Robert Pellevé de la Motte-Ango, marquis de Flers
- Anatole France, pseudonyme de François Anatole Thibault
- Franc-Nohain, pseudonyme de Maurice Étienne Legrand
- Romain Gary, Émile Ajar, Fosco Sinibaldi et Shatan Bogat, pseudonymes de Romain Kacew
- Clara Gazul, pseudonyme de Prosper Mérimée
- Julien Gracq, pseudonyme de Louis Poirier
- Jimmy Guieu, pseudonyme de Henri-René Guieu
- Michel Houellebecq, pseudonyme de Michel Thomas
- Jacques-Vincent, pseudonyme d'Angèle Bory d'Arnex
- Gustave Jal, pseudonyme d'Auguste Jal
- Olivier Ka, pseudonyme d'Olivier Karali
- Kaar Kaas Sonn, pseudonyme de Noël Flavien Kobdigué
- Alphonse de Lamartine, pseudonyme d'Alphonse de Prat de Lamartine
- Comte de Lautréamont, pseudonyme d'Isidore Ducasse
- Jane de La Vaudère, pseudonyme de Jeanne Scrive (Mme Gaston Crapez)
- Pierre Loti, pseudonyme de Louis-Marie-Julien Viaud
- Pierre Louÿs, pseudonyme de Pierre Louis
- Pierre Mac-Orlan, pseudonyme de Pierre Dumarchey
- Marivaux, pseudonyme de Pierre Carlet de Chamblain de Marivaux
- André Maurois, pseudonyme d'Émile Herzog
- Pierre Molaine, pseudonyme de Léopold Faure
- Molière, pseudonyme de Jean-Baptiste Poquelin
- Pierre Moustiers, pseudonyme de Pierre Rossi
- Alcofribas Nasier, pseudonyme anagrammatique de François Rabelais
- Gérard de Nerval, pseudonyme de Gérard Labrunie
- Peter Randa, pseudonyme d'André Duquesne
- Daniel Pennac, pseudonyme de Daniel Pennacchioni
- Jules Romains, pseudonyme de Louis Henri Jean Farigoule
- Han Ryner, pseudonyme de Jacques Elie Henri Ambroise Ner
- Saint-John Perse, pseudonyme d'Alexis Léger
- Cécil Saint-Laurent, pseudonyme de Jacques Laurent
- San-Antonio, pseudonyme (et personnage) de Frédéric Dard
- George Sand, pseudonyme d'Aurore Dupin, baronne Dudevant
- Edgar Sanday, pseudonyme d'Edgar Faure
- Gérard de Sède, pseudonyme de Géraud de Sède de Liéoux
- Philippe Sollers, pseudonyme de Philippe Joyaux
- Stendhal, Bombet, Henry Brulard, pseudonymes de Henri Beyle
- Daniel Stern, pseudonyme de Marie de Flavigny comtesse d'Agoult (voir également Marie d'Agoult)
- Vernon Sullivan, Bison Ravi (anagramme), pseudonymes de Boris Vian
- Sophie Tal Men, pseudonyme de Sophie Ory
- Frédérick Tristan, pseudonyme de Jean-Paul Baron, écrivain français
- Henri Troyat, pseudonyme de Lev Aslanovitch Tarassov
- Tristan Tzara, pseudonyme de Samy Rosenstock
- G. Valbert, pseudonyme de Victor Cherbuliez
- César Vallejo, pseudonyme de César Abraham Vallejo Mendoza, poète péruvien
- Vauvenargues pseudonyme de Luc de Clapiers
- Louise Védrine, pseudonyme utilisé par Simone de Beauvoir pour désigner Bianca Lamblin dans Lettres au Casto et Lettres à Sartre
- Vercors, pseudonyme de Jean Bruller
- Voltaire, pseudonyme de François-Marie Arouet
- Xanrof, pseudonyme de Léon Fourneau
- Marguerite Yourcenar, pseudonyme de Marguerite Cleenewerck de Crayencour
- Ian Manook, Paul Eyghar et Roy Braverman, pseudonymes de Patrick Manoukian

#### Portugais
- Alberto Caeiro, Ricardo Reis, Alvaro de Campos, Bernardo Soares, furent les pseudonymes de Fernando Pessoa, qu'il nommait hétéronymes

#### Russe
- Kirill Lioutov, pseudonyme de l'écrivain Isaac Babel
- Sirine, pseudonyme de Vladimir Nabokov

### Édition
- Françoise Verny, pseudonyme de l'éditrice Françoise Delthil

### Philosophe
- Alain, pseudonyme d’Émile Chartier (1868 - 1951)

## Médias

### Animateurs, présentateurs
- Arthur, pseudonyme de Jacques Essebag, animateur de télévision français
- Macha Béranger, pseudonyme de Michèle Rion, animatrice de radio française
- Jacques Chancel, pseudonyme de Joseph Crampes, animateur de télévision français
- Pierre Dac, pseudonyme d'André Isaac
- Difool, pseudonyme de David Massard, animateur radio
- Dorothée, pseudonyme de Frédérique Hoschedé
- Jacky, pseudonyme de Jacques Jakubowicz
- Vincent Lagaf', pseudonyme de Vincent Rouil, humoriste et animateur de télévision français
- Catherine Langeais, pseudonyme de Marie-Louise Terrasse, speakerine de télévision
- Karine Le Marchand, pseudonyme de Karine Mfayokurera
- Julien Lepers, pseudonyme de Ronan Lepers, animateur de télévision et de radio et auteur-compositeur-interprète
- Max, pseudonyme de Franck Stanislas Bargine, animateur radio & TV, DJ, producteur d'artistes de la scène électro
- Jean Nohain, pseudonyme de Jean-Marie Legrand
- Pascal Sevran, pseudonyme de Jean-Claude Jouhaud, animateur de télévision français
- Bruno Solo, pseudonyme de Bruno Lassalle, animateur de télévision, acteur, scénariste et réalisateur français
- Tex, pseudonyme de Jean-Christophe Le Texier
- Charles Villeneuve, pseudonyme de Jean-Charles Gauthier, journaliste français
- Karl Zéro, pseudonyme de Marc Tellenne, animateur de télévision et journaliste français

### Journalistes
- Frigide Barjot, pseudonyme de Virginie Tellenne
- Belgicus, pseudonyme de Barthélemy Dumortier, journaliste belge auteur de lettres en juillet 1830, juste avant la révolution contre le roi Guillaume des Pays-Bas. Il fut un brillant politicien tournaisien et le sauveteur du jardin botanique de Bruxelles.
- Jean-François Buissière, pseudonyme collectif utilisé par Pablo Mira et Sébastien Liébus, journalistes au Gorafi
- Professeur Choron, pseudonyme de Georget Bernier, journaliste, humoriste et polémiste
- Robert de Herte (autrefois Fabrice Laroche puis, probablement, David Barney), pseudonyme d'Alain de Benoist, journaliste, écrivain, politologue, historien et philosophe
- Basile de Koch, pseudonyme de Bruno Tellenne
- Victor Noir, pseudonyme d'Yvan Salmon, rédacteur à La Marseillaise
- Patrick Poivre d'Arvor (ou PPDA), pseudonyme de Patrick Poivre
- Henri Rochefort, pseudonyme de Henri de Rochefort-Luçay, journaliste, créateur de journaux
- Treno, pseudonyme d'Ernest Raynaud, directeur du Canard Enchaîné, né à Vias (Hérault) en 1902, décédé à Neuilly-sur-Seine le 31 décembre 1969
- Patrick Vincent, pseudonyme de Didier Denestebe, rédacteur, polémiste à Hérault Tribune
- Léa Salamé, pseudonyme de Hala Salamé
- Marinette, pseudonyme de Marine Périn
- Mymy, pseudonyme de Myriam Haegel, ex-rédactrice en chef de Madmoizelle

## Musique

### Chanteurs

#### Allemands
- Lucienne Bréval, pseudonyme de Berthe Liserte Shilling (1869-1935), cantatrice
- Klaus Nomi, pseudonyme de Klaus Sperber
- Nena, pseudonyme de Gabriele Susanne Kerner
- Peter Wieland, pseudonyme de Ralf Sauer

#### Américains
- 50 Cent, pseudonyme de Curtis James Jackson III
- Cher, pseudonyme de Cherilyn Sarkisian
- Bing Crosby, pseudonyme de Harry Lillis Crosby
- Bob Dylan, pseudonyme de Robert Zimmerman
- Dr. Dre, pseudonyme de Andre Romelle Young
- Eddie van Hallen, peseudonyme de Edward Lodewijk van Halen
- Lady Gaga, nom de scène de Stefanie Germanotta
- Marilyn Manson, pseudonyme de Brian Warner
- Moby, pseudonyme de Richard Melville Hall
- Gwan Pok, pseudonyme occasionnel de Philip Corner
- Prince, pseudonyme de Prince Rogers Nelson
- Nina Simone, pseudonyme de Eunice Kathleen Waymon
- Snoop Dogg, pseudonyme de Calvin Cordozar Broadus, Jr.
- Timbaland, pseudonyme de Timothy Z. Mosley
- Zakk Wylde, pseudonyme de Jeffery Phillip Wiedlandt

#### Belges
- Angèle, Pseudonyme d'Angèle Van Laeken
- Lara Fabian, pseudonyme de Lara Crockaert
- Lio, pseudonyme de Wanda de Vasconcelos
- Maurane, pseudonyme de Claudine Luypaerts
- Plastic Bertrand, pseudonyme de Roger Jouret
- Gibus, pseudonyme de Alain de Spiegeleer
- Axelle Red, pseudonyme de Fabienne Demal
- Spurck, pseudonyme de Marco Vanoppen
- Sœur Sourire, pseudonyme de Jeanine Deckers
- Selah Sue, pseudonyme de Sanne Putseys
- Stromae, pseudonyme de Paul Van Haver [mae-stro]
- Arno, pseudonyme d'Arnold Hintjens

#### Britanniques
- David Bowie, pseudonyme de David Robert Jones
- Elton John, pseudonyme de Reginald Kenneth Dwight
- Freddie Mercury, pseudonyme de Farrokh (Frederic) Bulsara, chanteur du groupe Queen
- George Michael, pseudonyme de Georgios Kyriákos Panayótou
- Ringo Starr, pseudonyme de Richard Starkey
- Cat Stevens puis Yusuf Islam, pseudonymes de Stephen Demetre Georgiou, converti à l'Islam
- Sting, pseudonyme de Gordon Matthew Thomas Sumner

#### Canadiens
- Corneille, pseudonyme de Cornélius Nyungura, chanteur canado-rwandais
- Garou, pseudonyme de Pierre Garand

#### Congolais
- Ferré Gola, pseudonyme d'Hervé Gola bataringue
- Fally Ipupa, pseudonyme d'Ipupa Nsimba, chanteur et danseur
- Koffi Olomidé, pseudonyme d'Antoine Agbepa Mumba, chanteur, auteur-compositeur interprète et musicien
- Papa Wemba, pseudonyme de Jules Shungu Wembadio Pene Kikumba, chanteur, compositeur et musicien
- Gims, pseudonyme de Gandhi Djuna
- Werrason, pseudonyme de Noël Ngiama Makanda, chanteur, auteur-compositeur et producteur congolais

#### Cubains
- Compay Segundo, pseudonyme du chanteur cubain Francisco Repilado

#### Danoises
- Eivør, pseudonyme d'Eivør Pálsdóttir

#### Français
- Akhénaton, pseudonyme de Philippe Fragione
- Anne Sylvestre, pseudonyme d'Anne-Marie Beugras
- Barbara, pseudonyme de Monique Serf
- Alain Barrière, pseudonyme d'Alain Bellec
- Alain Bashung, pseudonyme d'Alain Baschung
- Guy Béart, pseudonyme de Guy Béhar
- Gilbert Bécaud, pseudonyme de François Gilbert Silly
- Bénabar, pseudonyme de Bruno Nicolini
- Michel Berger, pseudonyme de Michel Hamburger
- Bigflo et Oli, pseudonymes de Florian et Olivio Ordonez
- Black M, pseudonyme de Alpha Diallo
- Lucienne Boyer, pseudonyme d'Emilienne Henriette Boyer
- Mike Brant, pseudonyme de Moshé Michaël Brand
- Dany Brillant, pseudonyme de Dany Cohen
- Patrick Bruel, pseudonyme de Patrick Bruel-Benguigui
- Calogero, pseudonyme de Calogero Maurici
- Camille, pseudonyme de Camille Dalmais
- Agnès Capri, pseudonyme de Sophie Rose Friedmann
- Alain Chamfort, pseudonyme d'Alain Le Govic
- Christophe, pseudonyme de Daniel Bevilacqua
- C. Jérôme, pseudonyme de Claude Dhotel
- Julien Clerc, pseudonyme de Paul-Alain Leclerc
- Dalida, pseudonyme de Yolanda Gigliotti
- Dave, pseudonyme de Wouter Levenbach, chanteur d'origine hollandaise
- Diam's, pseudonyme de Mélanie Georgiadès
- Elsa, pseudonyme d'Elsa Lunghini
- Mylène Farmer, pseudonyme de Mylène Gautier
- Jean Ferrat, pseudonyme de Jean Tenenbaum
- Fréhel, pseudonyme de Marguerite Boulc'h
- Serge Gainsbourg, pseudonyme de Lucien Ginsburg
- Gaston, pseudonyme de Michel Cassez
- Gogol 1er, pseudonyme de Jacques Dezandre
- Chantal Goya, pseudonyme de Chantal Deguerre
- Grand Corps Malade, pseudonyme de Fabien Marsaud
- Georges Guétary, pseudonyme de Lambros Worloou, chanteur d'origine grecque né en Égypte
- Arthur H, pseudonyme d'Arthur Higelin
- David Hallyday, pseudonyme de David Smet
- Johnny Hallyday, pseudonyme de Jean-Philippe Smet
- Fanny Heldy, pseudonyme de Marguerite Virginia Emma Deceuninck
- HK, pseudonyme de Kaddour Hadadi
- Hoshi, pseudonyme de Mathilde Gerner
- JoeyStarr, pseudonyme de Didier Morville
- Juliette, pseudonyme de Juliette Noureddine
- Kamini, pseudonyme de Kamini Zantoko
- Kaar Kaas Sonn, pseudonyme de Noël Flavien Kobdigué
- Kent, pseudonyme de Hervé Despesse
- Marie Laforêt, pseudonyme de Maïtena Douménach
- Boby Lapointe, pseudonyme de Robert Lapointe
- Bernard Lavilliers, pseudonyme de Bernard Ouillon
- Lorie, pseudonyme de Laure Pester
- -M-, pseudonyme de Matthieu Chedid
- Enrico Macias, pseudonyme de Gaston Ghrenassia
- Eddy Marnay, pseudonyme d'Edmond Bacri
- Mireille, pseudonyme de Mireille Hartuch
- Mistinguett, pseudonyme de Jeanne Bourgeois
- Eddy Mitchell, pseudonyme de Claude Moine
- Yves Montand, pseudonyme d'Ivo Livi
- Moon Ray, pseudonyme de Mandy Ligios
- Oldelaf, pseudonyme d'Olivier Delafosse
- Édith Piaf, pseudonyme d'Edith Gassion
- Pomme, pseudonyme de Claire Pommet
- Raphael, pseudonyme de Raphaël Haroche
- Renaud, pseudonyme de Renaud Séchan
- Dick Rivers, pseudonyme de Hervé Forneri
- Tino Rossi, pseudonyme de Constantin Rossi
- Olivia Ruiz, pseudonyme d'Olivia Blanc
- Théo Sarapo, pseudonyme de Theophanis Lamboukas
- Sapho, pseudonyme de Danielle Ebguy
- Hélène Ségara, pseudonyme de Hélène Rizzo
- Sheila, pseudonyme d'Annie Chancel
- Shy'm, pseudonyme de Tamara Marthe
- Sinclair, pseudonyme de Mathieu Blanc-Francard
- Berthe Sylva, pseudonyme de Berthe Faquet
- Pauline Viardot, pseudonyme de Michèle Ferdinande Pauline Garcia
- Laurent Voulzy, pseudonyme de Lucien Voulzy
- Yodelice, pseudonyme de Maxime Nouchy
- Zaz, pseudonyme d'Isabelle Geoffroy
- Zazie, pseudonyme d'Isabelle de Truchis de Varennes

#### Grecs
- Maria Callas, pseudonyme de Maria Kalogeropoùlos

#### Irlandais
- Bono, pseudonyme de Paul Hewson
- The Edge, pseudonyme de David Howell Evans

#### Jamaïcains
- Grace Jones, pseudonyme de Grace Mendoza
- Bob Marley, pseudonyme de Nesta Robert Marley

#### Maliennes
- Inna Modja, pseudonyme d'Inna Bocoum

#### Suisses
- Henri Dès, pseudonyme de Henri Destraz

#### Suédois
- Avicii, de son vrai nom Tim Bergling
- Basshunter, de son vrai nom Jonas Altberg

### Musiciens
- Édouard Colonne, pseudonyme de Judas Colonna
- Henri Duparc, pseudonyme d'Henri Fouques-Duparc (1848-1933)
- Loulou Gasté, pseudonyme de Louis Gasté
- Joseph Kosma, pseudonyme de Jozsef Kozma, compositeur hongrois
- MattRach, pseudonyme de Mathieu Rachmajda, guitariste français
- Paul Misraki, pseudonyme de Paul Misrachi, compositeur français
- Pernucio, pseudonyme de François Couperin pour la publication de sonates « italiennes » en 1690
- Henri Sauguet, pseudonyme d'Henri Pupard
- Misia Sert, pseudonyme de Marie Sophie Olga Zénaïde Godebska, pianiste
- Toots Thielemans, pseudonyme de Jean-Baptiste Frédéric Isidore, baron Thielemans, musicien de jazz belge
- Anthony Trent, pseudonyme de Rebecca Clarke, compositrice et altiste britannique
- Ray Ventura, pseudonyme de Raymond Ventura
- Sid Vicious, pseudonyme de John Ritchie, ancien bassiste du groupe punk-rock britannique Sex Pistols
- Hector Zazou, pseudonyme de Pierre Job (compositeur, arrangeur, producteur et instrumentiste)

### Compositeurs
- Vangelis, pseudonyme d'Evángelos Odysséas Papathanassíou

## Politique

### Français
- Paul Bismuth, pseudonyme de Nicolas Sarkozy
- Adolphe Crémieux, pseudonyme d'Isaac Moïse Crémieux
- Jules Guesde, pseudonyme de Jules Bazile
- Hardy (et Roger Girardot), pseudonymes de Robert Barcia (dirigeant de Lutte Ouvrière)
- Pierre Lambert, pseudonyme de Pierre Boussel
- Jules Simon, pseudonyme de Jules Suisse
- Merlin de Thionville, pseudonyme d'Antoine Merlin de Thionville (1762-1833), républicain radical
- Montesquieu, pseudonyme de Charles Louis de Secondat

### Irakiens
- Tarek Aziz, pseudonyme de Mikhaïl Johanna

### Israéliens
- David Ben Gourion, pseudonyme de David Gryn, homme politique israélien

### Palestiniens
- Yasser Arafat, pseudonyme de Mohamed Abdel Raouf Arafat al-Qudwa al-Husseini

### Russes
- Lénine, pseudonyme de Vladimir Ilitch Oulianov
- Joseph Staline, pseudonyme d'Iossif Vissarionovitch Djougachvili
- Léon Trotski, pseudonyme de Lev Davidovitch Bronstein

### Vietnamiens
- Bảo Đại, pseudonyme de Nguyễn Phúc Vĩnh Thụy (1913-1997), dernier empereur vietnamien
- Hô Chí Minh, pseudonyme de Nguyễn Sinh Cung, homme politique

## Sciences
- Nicolas Bourbaki, pseudonyme collectif d’un groupe de rénovateurs des mathématiques
- Mathieu Orfila, pseudonyme de Mateu Josep Bonaventura Orfila i Rotger, médecin français d'origine espagnole
- Student, pseudonyme de Wiliam Gosset, statisticien irlandais

## Spectacle
- Émilienne d'Alençon, pseudonyme d'Émilie André (1870-1945), courtisane, danseuse française aux Folies Bergère
- Miss Blubell, pseudonyme de Margaret Kelly (1910-1994), danseuse anglaise aux Folies Bergère puis avec les Blubell's girls au Lido
- Paul Derval, pseudonyme d'Alexis Pitron d'Obigny de Ferrière (1880-1966), patron des Folies Bergère
- Loïe Fuller, pseudonyme de Marie-Louise Fuller, danseuse américaine aux Folies Bergère
- La Goulue, pseudonyme de Louise Weber, danseuse française du Moulin Rouge
- Valentin le Désossé, pseudonyme de Jules Renaudin, danseur du Moulin Rouge

## Sports
- Tariq Abdul-Wahad, pseudonyme d'Olivier Saint-Jean, basketteur français converti à l'Islam
- Adrian Adonis, pseudonyme de Keith A. Franke, Jr., catcheur américain
- Akebono Tarō, pseudonyme de Chad Rowan, ancien sumotori américain
- Mohamed Ali, aussi Cassius X, Muhammad Ali, Muhammad Ali-Haj, pseudonymes de Cassius Clay, boxeur américain, converti à l'Islam
- John Cena, pseudonyme de John Felix Anthony Cena Junior, catcheur américain
- Dida, pseudonyme de Nelson de Jesus Silva Dida, footballeur brésilien
- Hulk Hogan, pseudonyme de Terrence Gene Bollea, catcheur américain
- Pelé, pseudonyme d'Edson Arantes do Nascimento, footballeur brésilien
- Ronaldinho, pseudonyme de Ronaldo de Assis Moreira, footballeur brésilien
- Ronaldo, pseudonyme de Luis Nazario Da Lima Ronaldo, footballeur brésilien
- Robinho, pseudonyme de Robson de Souza, footballeur brésilien
- El Santo, pseudonyme de Rodolfo Guzmán Huerta, catcheur mexicain

## Criminels
- Barbe Noire (Black Beard), pseudonyme d'Edward Teach, pirate anglais du XVIIIe siècle
- Billy the Kid, pseudonyme de William H. Boney, criminel américain
- René la Canne, pseudonyme de René Girier, criminel français, membre du gang des Tractions Avant
- Dodo la Saumure, pseudonyme de Dominique Alderweireld, proxénète

## Militaires et combattants
- Commandant Azzedine, pseudonyme de Rabah Zerari, ancien maquisard algérien durant la guerre d’indépendance de son pays
- Jean Jérome, pseudonyme de Mikhaël ou Michel Feintuch, résistant d'origine polonaise
- Ali la Pointe, pseudonyme d'Ammar Ali, combattant algérien durant la guerre d’indépendance de son pays
- Médéric, pseudonyme de Gilbert Vedy, résistant français
- Si Salah, pseudonyme de Ben Rabeh Mohamed Zamoum, combattant nationaliste algérien durant la guerre d'indépendance de son pays
- Leclerc, pseudonyme de Philippe de Hautecloque, maréchal de France

## Divers
- Maryse Bastié, pseudonyme de Marie-Louise Bombec (1898-1952), aviatrice française
- Buffalo Bill, pseudonyme de William F.Cody, pionnier américain puis acteur, chasseur de bisons
- Houari Boumédiène, pseudonyme de Mohamed ben Brahim Boukharouba, 2e président de la République algérienne.
- Coco Chanel, pseudonyme de Gabrielle Chanel, couturière (1883-1971)
- Geneviève de Fontenay, pseudonyme de Geneviève Mulmann, présidente du comité Miss France et Miss Europe, ancienne miss élégance et mannequin
- Mata Hari, pseudonyme de Margaretha Geertruida Zelle, danseuse et espionne néerlandaise
- Jacques Inaudi, pseudonyme de Giacomo Inaudi (1867-1850), calculateur prodige italien
- Albert Kahn, pseudonyme d'Abraham Kahn, banquier, philanthrope français
- Allan Kardec, pseudonyme de Hippolyte Léon Denizard Rivail, auteur de manuels pédagogiques et codificateur du spiritisme
- Malcolm X, puis El-Hajj Malik El-Shabazz, pseudonymes de Malcolm Little, prêcheur musulman (converti) et militant politique américain
- le mime Marceau ou Marcel Marceau, pseudonyme de Marcel Mangel, mime et acteur français
- Aguigui Mouna, pseudonyme d'André Dupont, humoriste et militant pacifiste français
- Norma Tessum Onda, pseudonyme de Joséphine-Marie Ménard, modèle.
- Nostradamus, pseudonyme de Michel Nostre-Dame, médecin, astrologue
- Raël, pseudonyme de Claude Vorilhon, gourou de secte français
- Nina Ricci, pseudonyme de Marie Adélaïde Ricci, couturière
- Robertson, pseudonyme d'Étienne Gaspard Robert, peintre, inventeur, physicien
- Gargron, pseudonyme d'Eugen Rochko, développeur et créateur de Mastodon.
- Baba, pseudonyme utilisé par plusieurs personnalités, notamment Baptiste Delieutraz (auteur de bandes dessinées), Ahmed Makrouh (footballeur).

## Nom réel inconnu
- Banksy, graffeur
- Elena Ferrante, écrivain ou écrivaine
- Maliki, dessinateur
- Mozinor, vidéaste
- Monsieur Poulpe, présentateur de télévision
- Usul, vidéaste

## Pour approfondir